# ناريندرا مودي
ناريندرا دامودارداس مودي (الهندية: नरेंद्र दामोदरदास मोदी؛ الكجراتية: નરેન્દ્ર દામોદરદાસ મોદી؛ مواليد 17 سبتمبر 1950) هو سياسي هندي يشغل منصب رئيس الوزراء الرابع عشر والحالي للهند منذ عام 2014. وكان رئيس وزراء ولاية كجرات من 2001 حتى 2014، وهو عضو في البرلمان عن دائرة فاراناسي. مودي عضو في حزب بهاراتيا جاناتا، وفي حزب راشتريا سوايامسيفاك سانغ، وهو منظمة متطوعة قومية هندوسية. هو أول رئيس وزراء خارج المؤتمر الوطني الهندي الذي يفوز بثلاث فترات انتخابية متتالية منذ جواهر لال نهرو، الذي حكم الهند 17 عاماً.
وُلد مودي لعائلة كجراتية في فادناغار، وساعد والده في بيع الشاي وهو طفل وقال إنه أدار كشكه الخاص في وقت لاحق. في سن الثامنة قُدّم إلى حزب راشتريا سوايامسيفاك سانغ، وبدأ ارتباطًا طويلًا بالمنظمة. غادر مودي المنزل بعد أن أنهى دراسته الثانوية بسبب زواجه المدبر بجاشودابين تشيمانلال، وقد تخلّ عن هذا الزواج ولم يعترف به علنيًا إلا بعد عدة عقود. سافر مودي حول الهند لمدة عامين وزار عددًا من المراكز الدينية قبل العودة إلى كجرات. في عام 1971 أصبح يعمل في حزب راشتريا سوايامسيفاك سانغ بدوام كامل. خلال حالة الطوارئ المفروضة في جميع أنحاء البلاد في عام 1975، اضطر مودي أن يختبئ لفترة. في عام 1985، عيّنه حزب راشتريا سوايامسيفاك سانغ ليصبح عضوًا في حزب بهاراتيا جاناتا وشغل العديد من المناصب داخل التسلسل الهرمي لهذا الحزب حتى عام 2001، إذ ترقّى إلى رتبة الأمين العام.
عُيّن مودي رئيسًا للوزراء في ولاية كجرات في عام 2001 بسبب تدهور الحالة الصحية لكيشوباي باتل وسوء صورته العامة عقب الزلزال الذي ضرب بوج. انتُخب مودي للجمعية التشريعية بعد فترة وجيزة. اعتُبرت إدارته متواطئة في أعمال الشغب التي قامت في كجرات عام 2002، أو انتُقدت هذه الإدارة بطريقة أخرى بسبب تعاملها مع أعمال الشغب. وقُتل ما يزيد قليلاً عن 1000 شخص، وفقاً للسجلات الرسمية، ثلاثة أرباعهم من المسلمين؛ وقدرت مصادر مستقلة مقتل 2000 شخص معظمهم من المسلمين. لم يجد فريق التحقيق الخاص الذي عينته المحكمة العليا أي دليل يسمح ببدء إجراءات الملاحقة القضائية ضد مودي شخصيًا. حظيت سياساته كرئيس للوزراء، والتي تشجع على النمو الاقتصادي بالثناء. تعرضت إدارته لانتقادات لفشلها في تحسين مؤشرات الصحة والفقر والتعليم في الولاية بشكل كبير.
قاد مودي حزب بهاراتيا جاناتا في الانتخابات العامة لعام 2014، وحقق الحزب أغلبية في المجلس الأدنى للبرلمان الهندي، لوك سابها، وهي أول مرة يحقق بها حزب وحيد ذلك منذ عام 1984. حاولت إدارة مودي رفع الاستثمار الأجنبي المباشر في الاقتصاد الهندي وخفض الإنفاق على برامج الرعاية الصحية والاجتماعية. حاول مودي تحسين الكفاءة في البيروقراطية؛ وجعل السلطة مركزية عن طريق إلغاء لجنة التخطيط. بدأ حملة تنظيف رفيعة المستوى، وأضعف قوانين العمل والبيئة أو ألغاها. بدأ عملية مثيرة للجدل بسحب تداول عملات نقدية عالية القيمة.
بعد فوز حزبه في الانتخابات العامة لعام 2019، ألغت إدارته الوضع الخاص لجامو وكشمير وهو جزء تديره الهند من منطقة كشمير المتنازع  قدمت إدارته أيضًا قانون تعديل المواطنة الذي أدى إلى احتجاجات واسعة النطاق في جميع أنحاء البلاد، وحفز أعمال شغب دلهي 2020 التي تعرض فيها المسلمون لمعاملة وحشية وقتلوا على يد حشود 
يُوصف مودي بأنه قد هندسَ إعادة تنظيم سياسي باتجاه السياسة اليمينية، وهو ما يزال شخصية مثيرة للجدل على الصعيدين المحلي والدولي بشأن معتقداته القومية الهندوسية ودوره خلال أعمال الشغب في كجرات عام 2002، والتي يُستشهد بها كدليل على وجود مخطط إقصاء اجتماعي.

## بداية حياته وتعليمه
ولد ناريندرا مودي في 17 سبتمبر 1950 لعائلة من البقالين في فادناغار، مقاطعة مهسانا، ولاية بومباي (كجرات حاليًا). كان مودي الثالث بين ستة أطفال مولودين لدامودارداس مولشان مودي (1989-1915) وهيرابين مودي (من مواليد 1920). تنتمي عائلة مودي إلى مجتمع المود-غانشي-تلي (العامل بمعاصر الزيت)، والمُصنَف من قبل الحكومة الهندية على أنه من الطبقات المتخلفة.
في طفولته، ساعد مودي والده على بيع الشاي في محطة سكة حديد فادناغار، وقال إنه أدار في وقت لاحق كشكًا للشاي مع أخيه بالقرب من محطة للحافلات. أكمل مودي تعليمه الثانوي العالي في فادناغار في عام 1967، وصفه أحد المعلمين بأنه طالب متوسط ومناقش نبيه، ولديه اهتمام بالمسرح. كان لمودي موهبة مبكرة من البلاغة في المناظرات، الأمر الذي لاحظه كل من الأساتذة والطلاب. كان مودي يفضّل أداء أدوار شخصيات مميزة وغير عادية في الإنتاجات المسرحية، الأمر الذي ترك أثرًا على صورته السياسية.
عندما كان عمره ثماني سنوات، تعرف مودي على حزب راشتريا سوايامسيفاك سانغ وبدأ بحضور دوراته التدريبية المحلية. هناك، التقى مودي بـ«لاكشمانراو إنامدار» المعروف شعبيًا باسم فاكيل ساهب، الذي أدخله إلى الحزب باعتباره متدربًا صغيرًا وأصبح معلمه السياسي. بينما كان مودي يتدرب في حزب راشتريا سوايامسيفاك سانغ، التقى أيضًا بفاسانت غاجيندراجادكار، وناتالال جاغدا، وقادة بهاراتيا جانا سانغ الذين كانوا أعضاء مؤسسين لوحدة حزب بهاراتيا جاناتا في كجرات في عام 1980.
خلال طفولة ناريندرا مودي، وكأحد الأعراف التقليدية لطبقته الاجتماعية، رتّبت عائلته خطبته من جاشودابين تشيمانلال، ما أدى إلى زواجهما عندما كانوا مراهقين. في وقت ما بعد ذلك، تخلى عن الالتزامات الزوجية الإضافية المنصوص عليها في العرف، وغادر المنزل، واستمر الزوجان يعيشان حياة منفصلة، ولم يتزوج أي منهما مرة أخرى، وظل الزواج نفسه لا يُذكر في تصريحات مودي العامة لعدة عقود. في أبريل 2014، وقبل وقت قصير من الانتخابات الوطنية التي أوصلته إلى إلى السلطة، أكّد مودي علنًا أنه متزوج وأن زوجته هي جاشودابين؛ بقي الزوجان متزوجين، لكنهما منفصلان.
قضى مودي السنتين التاليتين مسافرًا عبر شمال الهند وشمال شرقها، ولم تظهر إلا تفاصيل قليلة عن الأمكنة التي ذهب إليها. في المقابلات، وصف مودي زيارته للأشرم الهندوسية التي أسسها سوامي فيفيكاناندا: بيلور ماث بالقرب من كولكاتا، تليها أدفايتا أشراما في المورا وبعثة راماكريشنا في راجكوت. بقي مودي لفترة قصيرة في كل منها، لأنه كان يفتقر إلى التعليم الجامعي المطلوب. وُصفت الفيفيكاناندا بأنه كان لها تأثير كبير في حياة مودي.

## التوجه الفكري
تلقى الأيديولوجية القومية الهندوسية أيام شبابه حين انضم إلى المنظمة القومية الطوعية (راشتريا سوايامسيفاك سانغ) التي تعتمد أساليب شبه عسكرية، وأمضى في شبابه عدة سنوات في الهميلايا في رحلة استكشاف وتأمّل قبل أن ينخرط في السياسة.

## التجربة السياسية

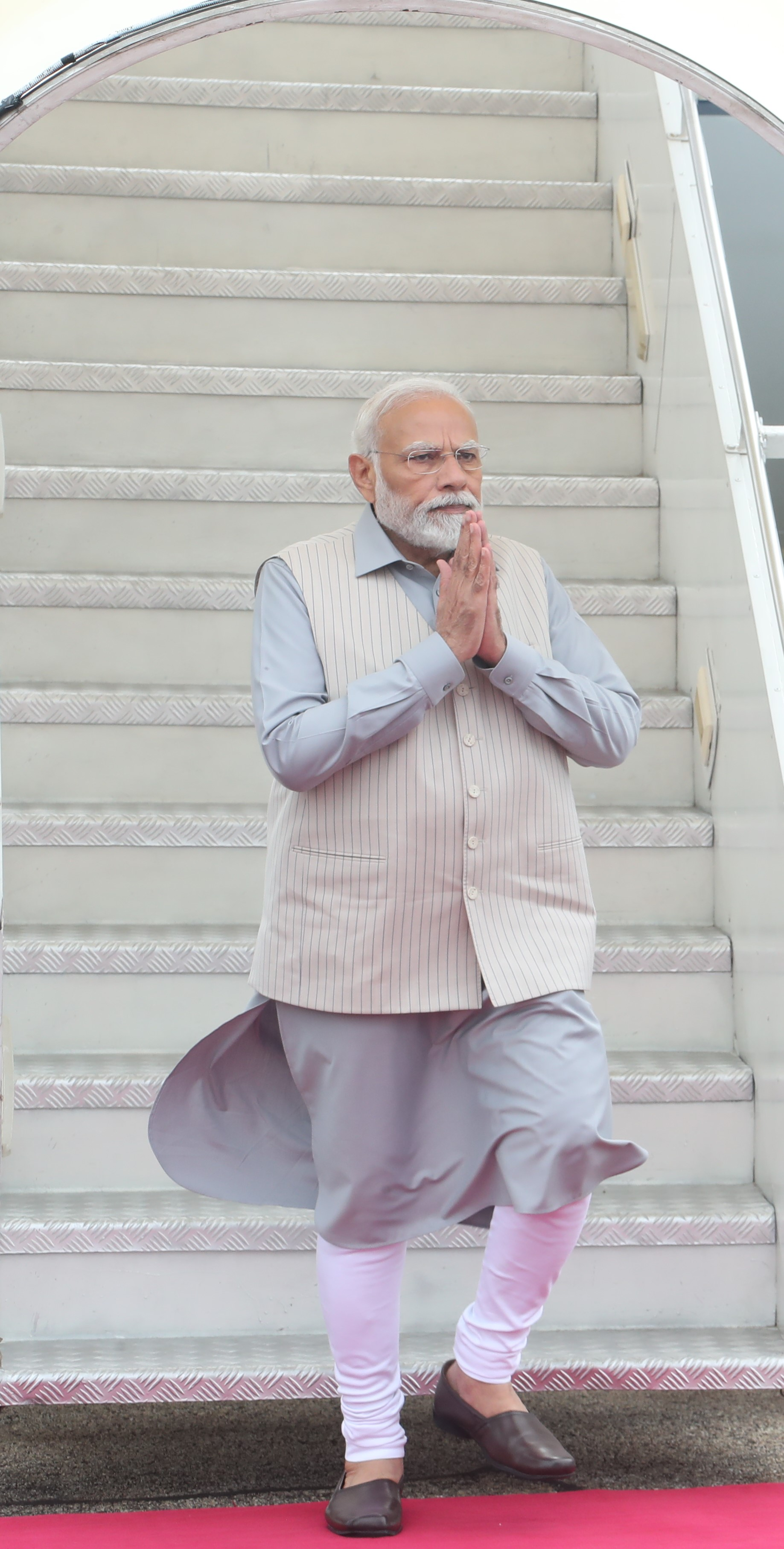
رئيس الوزراء ناريندرا مودي في مطار بيغمبيت، حيدر آباد

ترأس ناريندرا مودي حكومة ولاية غوجارات من عام 2001 حتى 2014، ووجهت له انتقادات في هذه الفترة بسبب عدم تحرك إدارته خلال الاضطرابات التي قتل فيها نحو ألف شخص غالبيتهم من المسلمين.
وقد زاد من النقمة عليه في صفوف خصومه: رفضه تقديم اعتذارات، وقراره ضمَّ امرأة إلى حكومة الولاية أدينت لاحقا في قضية الاضطرابات الدينية تلك. وقد قاطعته الولايات المتحدة وأوروبا على مدى عقد قبل أن تستأنفا الاتصالات معه.
اتهمته عدة جماعات مدافعة عن حقوق الإنسان بأنه شجّع ضمنا أعمال العنف الدينية في غوجارات، ومع أنه لم يلاحق قضائيا فإن اسمه مرتبط منذ ذلك الحين بتلك المرحلة المؤلمة التي تركت آثارها في أوساط المسلمين والمدافعين عن العلمانية.
عاد مودي ليثير غضبا وضجة كبيرة في يوليو/تموز 2013 عبر تصريحات قارن فيها بين المسلمين الذين سقطوا ضحايا أعمال عنف قام بها الهندوس والجِراء التي تدعسها السيارات في الشوارع.
فاز ناريندرا مودي برئاسة الوزراء في الانتخابات العامة في الهند عام 2014، وقد عوَّل خلال حملته على تجربته الاقتصادية الناجحة لدى توليه رئاسة ولاية غوجارت، حيث سجل نموا سنويا بنسبة 10.13% كثاني أعلى معدل لولاية هندية بين 2005 و2012.

## مناصب
تولى مناصب منها:
- وزارة شؤون الموظفين والمظالم العامة والمعاشات التقاعدية  [لغات أخرى]‏ (منذ 26 مايو 2014)
- رئيس وزراء الهند (منذ 26 مايو 2014)[35]
- عضو لوك سابها  [لغات أخرى]‏ (منذ 16 مايو 2014)
- عضو الجمعية التشريعية في ولاية غوجارات (1 يناير 2002–16 مايو 2014)
- رئيس وزراء ولاية غوجارات (7 أكتوبر 2001–22 مايو 2014).

## التعليم
تعلم في Gujarat University ‏، في تخصص علوم سياسية، وتحصل منها على ماجستير، وجامعة دلهي، في تخصص علوم سياسية.

## جوائز
حصل على جوائز منها:
- Order of Amanullah Khan [الإنجليزية]‏ (4 يونيو 2016)
- أوسمة ونياشين وميداليات السعودية (3 أبريل 2016)
- جائزة هندي السنة من سي أن أن نيوز18 [الإنجليزية]‏ (2014).

## وصلات خارجية
- ناريندرا مودي على موقع IMDb (الإنجليزية)
- ناريندرا مودي على موقع الموسوعة البريطانية (الإنجليزية)
- ناريندرا مودي على موقع مونزينجر (الألمانية)
- ناريندرا مودي على موقع ميوزك برينز (الإنجليزية)
- ناريندرا مودي على موقع قاعدة بيانات الفيلم (الإنجليزية)
- ناريندرا مودي على موقع كينوبويسك (الروسية)

| المناصب السياسية          | المناصب السياسية                                                       | المناصب السياسية      |
| ------------------------- | ---------------------------------------------------------------------- | --------------------- |
| سبقه                      | وزارة شؤون الموظفين والمظالم العامة والمعاشات التقاعدية 26 مايو 2014 - | تبعه                  |
| سبقه مانموهان سينغ        | رئيس وزراء الهند 26 مايو 2014 -                                        | تبعه                  |
| سبقه Murli Manohar Joshi ‏ | عضو لوك سابها 16 مايو 2014 -                                           | تبعه                  |
| سبقه                      | عضو الجمعية التشريعية في ولاية غوجارات 1 يناير 2002 - 16 مايو 2014     | تبعه                  |
| سبقه كيشوبهاي باتل        | رئيس وزراء ولاية غوجارات 7 أكتوبر 2001 - 22 مايو 2014                  | تبعه Anandiben Patel ‏ |